# Kōchi (thành phố)
Thành phố Kochi (tiếng Nhật: 高知市 Kōchi-shi, Cao Tri thị) là trung tâm hành chính của tỉnh Kochi trên đảo Shikoku ở Nhật Bản.
Thành phố được thành lập vào năm 1889 (thời kỳ Minh Trị). Năm 1998, thành phố được công nhận là thành phố cấp vùng (中核市) của Nhật Bản.
Điểm du lịch hấp dẫn ở thành phố Kochi là thành Kochi. Tháng 8 hàng năm, thành phố Kochi đều tổ chức lễ hội với hàng nghìn người tham gia nhảy, múa.
Khu vực Kōchi có ba phần địa lý riêng biệt. Phần định cư chính của thành phố nằm ở đầu Urado Bay, trong một đồng bằng phù sa hẹp được bắc qua một số con sông, đáng chú ý là sông Kagami và sông Kokubu. Đồng bằng được bao bọc bởi những ngọn núi ở phía bắc và một loạt các ngọn đồi ở phía nam và phía tây.

## Khí hậu

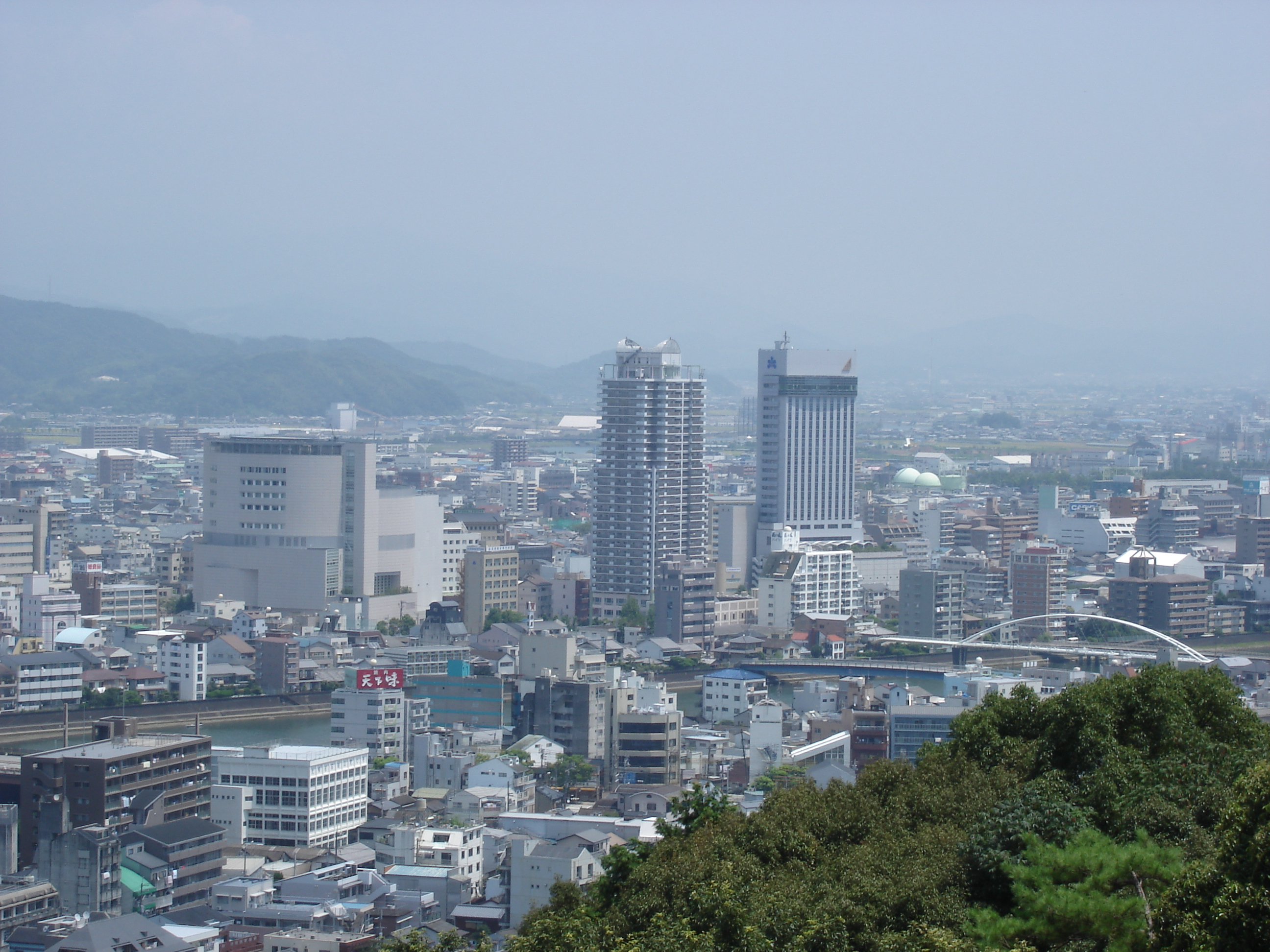
Khu trung tâm Kōchi, Japan

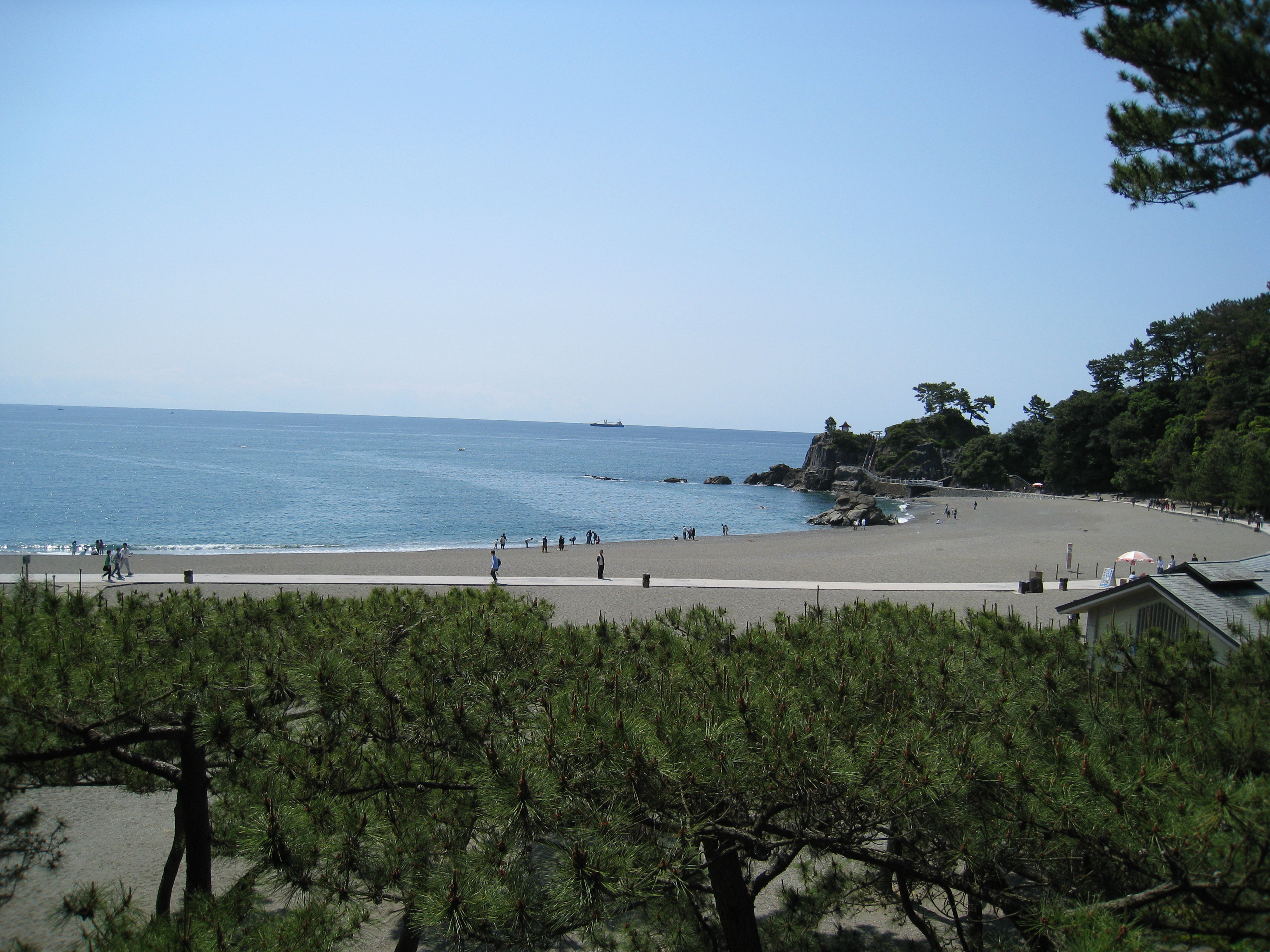
Katsura Hama

Kōchi có khí hậu cận nhiệt đới ẩm (phân loại khí hậu Köppen Cfa), nhận lượng mưa gấp đôi so với các thành phố chính khác của Shikoku. Đây cũng là nơi bão dễ xảy ra nhất ở các thành phố lớn của Nhật Bản do vị trí của nó tiếp xúc trực tiếp với Thái Bình Dương mở mà các cơn bão xâm nhập vào đất nước và đã nhận được hai lần qua 50 xentimét () lượng mưa trong một ngày từ cơn bão.
| Dữ liệu khí hậu của Kōchi (1981-2010)                                              | Dữ liệu khí hậu của Kōchi (1981-2010) | Dữ liệu khí hậu của Kōchi (1981-2010) | Dữ liệu khí hậu của Kōchi (1981-2010) | Dữ liệu khí hậu của Kōchi (1981-2010) | Dữ liệu khí hậu của Kōchi (1981-2010) | Dữ liệu khí hậu của Kōchi (1981-2010) | Dữ liệu khí hậu của Kōchi (1981-2010) | Dữ liệu khí hậu của Kōchi (1981-2010) | Dữ liệu khí hậu của Kōchi (1981-2010) | Dữ liệu khí hậu của Kōchi (1981-2010) | Dữ liệu khí hậu của Kōchi (1981-2010) | Dữ liệu khí hậu của Kōchi (1981-2010) | Dữ liệu khí hậu của Kōchi (1981-2010) |
| Tháng                                                                              | 1                                     | 2                                     | 3                                     | 4                                     | 5                                     | 6                                     | 7                                     | 8                                     | 9                                     | 10                                    | 11                                    | 12                                    | Năm                                   |
| ---------------------------------------------------------------------------------- | ------------------------------------- | ------------------------------------- | ------------------------------------- | ------------------------------------- | ------------------------------------- | ------------------------------------- | ------------------------------------- | ------------------------------------- | ------------------------------------- | ------------------------------------- | ------------------------------------- | ------------------------------------- | ------------------------------------- |
| Cao kỉ lục °C (°F)                                                                 | 23.5 (74.3)                           | 25.2 (77.4)                           | 26.3 (79.3)                           | 30.0 (86.0)                           | 32.3 (90.1)                           | 34.7 (94.5)                           | 38.3 (100.9)                          | 38.4 (101.1)                          | 36.9 (98.4)                           | 32.2 (90.0)                           | 28.0 (82.4)                           | 23.5 (74.3)                           | 38.4 (101.1)                          |
| Trung bình ngày tối đa °C (°F)                                                     | 11.9 (53.4)                           | 12.9 (55.2)                           | 15.9 (60.6)                           | 20.8 (69.4)                           | 24.4 (75.9)                           | 27.0 (80.6)                           | 30.7 (87.3)                           | 31.9 (89.4)                           | 29.3 (84.7)                           | 24.5 (76.1)                           | 19.3 (66.7)                           | 14.3 (57.7)                           | 21.9 (71.4)                           |
| Tối thiểu trung bình ngày °C (°F)                                                  | 1.6 (34.9)                            | 2.7 (36.9)                            | 6.0 (42.8)                            | 10.7 (51.3)                           | 15.2 (59.4)                           | 19.4 (66.9)                           | 23.5 (74.3)                           | 24.0 (75.2)                           | 21.0 (69.8)                           | 14.9 (58.8)                           | 9.2 (48.6)                            | 3.8 (38.8)                            | 12.7 (54.8)                           |
| Thấp kỉ lục °C (°F)                                                                | −7.6 (18.3)                           | −7.9 (17.8)                           | −6.5 (20.3)                           | −0.9 (30.4)                           | 3.8 (38.8)                            | 9.1 (48.4)                            | 14.6 (58.3)                           | 15.9 (60.6)                           | 10.0 (50.0)                           | 2.5 (36.5)                            | −1.9 (28.6)                           | −6.6 (20.1)                           | −7.9 (17.8)                           |
| Lượng mưa trung bình mm (inches)                                                   | 58.6 (2.31)                           | 106.3 (4.19)                          | 190.0 (7.48)                          | 244.3 (9.62)                          | 292.0 (11.50)                         | 346.4 (13.64)                         | 328.3 (12.93)                         | 282.5 (11.12)                         | 350.0 (13.78)                         | 165.7 (6.52)                          | 125.1 (4.93)                          | 58.4 (2.30)                           | 2.547,6 (100.32)                      |
| Số ngày mưa trung bình                                                             | 13.1                                  | 13.5                                  | 16.5                                  | 14.7                                  | 15.9                                  | 19.1                                  | 20.1                                  | 18.8                                  | 18.5                                  | 13.7                                  | 12.0                                  | 12.3                                  | 188.2                                 |
| Độ ẩm tương đối trung bình (%)                                                     | 60                                    | 59                                    | 62                                    | 64                                    | 70                                    | 77                                    | 78                                    | 75                                    | 73                                    | 68                                    | 67                                    | 63                                    | 68                                    |
| Số giờ nắng trung bình tháng                                                       | 188.4                                 | 173.1                                 | 184.1                                 | 191.7                                 | 185.6                                 | 142.4                                 | 175.7                                 | 205.8                                 | 162.0                                 | 182.4                                 | 170.3                                 | 192.7                                 | 2.154,2                               |
| Nguồn 1: 平年値（年・月ごとの値)                                                   |                                       |                                       |                                       |                                       |                                       |                                       |                                       |                                       |                                       |                                       |                                       |                                       |                                       |
| Nguồn 2: 観測史上1～10位の値（年間を通じての値) Source #3: 平年値（年・月ごとの値) |                                       |                                       |                                       |                                       |                                       |                                       |                                       |                                       |                                       |                                       |                                       |                                       |                                       |